# Александровка (Инсарский район)
Александровка — деревня в Инсарском районе Мордовии в составе Нововерхисского сельского поселения.

## География
Находится на расстоянии примерно 14 километров по прямой на северо-восток от районного центра города Инсар.

## История
Упоминается с 1869 года как владельческая деревня из 27 дворов. Название соответствует имени хозяина Александра Андреева. По состоянию на 2020 год деревня опустела.

## Население
| 1989 | 2002 | 2010 |
| ---- | ---- | ---- |
| 22   | ↘9   | ↘0   |

Постоянное население составляло 9 человек (русские 100 %) в 2002 году, 0 в 2010 году.